# Прайс, Вольфганг
Вольфганг Прайс (нем. Wolfgang Preiss; 27 февраля 1910, Нюрнберг — 27 ноября 2002, Бюль) — немецкий актёр театра, кино и телевидения. Известен как исполнитель главной роли в серии фильмов ужасов о докторе Мабузе, а также многочисленных немецких генералов и маршалов.

## Биография
Похоронен на Главном кладбище Баден-Бадена.

## Фильмография
- 1954 — Канарис — полковник Холл
- 1955 — 20 июля / Der 20. Juli — полковник Клаус фон Штауффенберг
- 1957 — Троянской войны не будет / Der trojanische Krieg findet nicht statt — Одиссей
- 1959 — Ночь над Готенхафеном — доктор Бекк
- 1960 — Мельница каменных женщин — доктор Лорен Бохем
- 1960 — Тысяча глаз доктора Мабузе — доктор Мабузе
- 1961 — В стальной сети доктора Мабузе[нем.] — доктор Мабузе
- 1962 — Невидимые когти доктора Мабузе[нем.] — доктор Мабузе
- 1962 — Завещание доктора Мабузе / Das Testament des Dr. Mabuse — доктор Мабузе
- 1962 — Самый длинный день — генерал-майор Макс Пемсель[нем.]
- 1963 — Скотланд-Ярд против доктора Мабузе / Scotland Yard jagt Dr. Mabuse — доктор Мабузе
- 1964 — 100 всадников — шейх Абенгалбон
- 1966 — Понтий Пилат / Pontius Pilatus — Понтий Пилат
- 1968 — Битва за Анцио / Lo sbarco di Anzio — фельдмаршал Альберт Кессельринг
- 1968 — Дело Петкова / Der Fall Petkov — Георгий Димитров «Гемето»
- 1970 — Сэр Генри Детердинг / Sir Henri Deterding — сэр Генри Детердинг
- 1971 — Рейд Роммеля / Raid on Rommel — фельдмаршал Эрвин Роммель
- 1975 — Дюбарри / Die Dubarry — граф Дюбарри
- 1977 — Мост слишком далеко — фельдмаршал Герд фон Рунштедт
- 1978 — Валленштейн — Турн
- 1979 — Айк / Ike (сериал) — фельдмаршал Альфред Йодль
- 1983 — Ветры войны (сериал) — фельдмаршал Вальтер фон Браухич
- 1984 — Человек по имени Парвус / Ein Mann namens Parvus — Брокдорф-Ранцау
- 1987 — Альберт Швейцер / Albert Schweitzer (сериал) — Альберт Швейцер
- 1988 — Война и воспоминание (сериал) — фельдмаршал Вальтер фон Браухич
- 1990 — Доктор М — Кесслер
- 1996 — Воздух свободы — Александр фон Гумбольдт в старости